# Сигурност на браузъра
Сигурността на браузъра касае прилагането на мерки за интернет сигурност към уеб браузърите с цел да се предпазят мрежови данни и компютърни системи от нарушаване на поверителността или от злонамерен софтуер. За пробив в защитата на браузърите често се използват експлойти с JavaScript, понякога с междусайтови скриптове (XSS) с вторичен товар, употребяващ Adobe Flash. Експлойтите може също да използват уязвимости (дупки в сигурността), които обикновено се използват във всички браузъри (включително Mozilla Firefox, Google Chrome, Opera, Microsoft Internet Explorer и Safari).

## Сигурност
Работата на уеб браузърите може да бъде нарушена по следните начини:
- Когато сигурността на операционната система е нарушена и злонамерен софтуер чете/променя паметта на браузъра в режим на привилегии[1]
- В операционната система има злонамерен софтуер, работещ като фонов процес, който чете/променя паметта на браузъра в привилегирован режим
- Основният изпълним файл на браузъра може да бъде хакнат
- Компонентите на браузъра може да са хакнати
- Плъгините на браузъра могат да бъдат хакнати
- Мрежовите комуникации на браузъра могат да бъдат прихванати извън машината[2]